# Pattaya Women's Open 2007
Il Pattaya Women's Open 2007 è stato un torneo di tennis giocato sul cemento.
È stata la 16ª edizione del Pattaya Women's Open, che fa parte della categoria Tier IV nell'ambito del WTA Tour 2007. 
Si è giocato a Pattaya in Thailandia, dal 3 all'11 febbraio 2007.

## Campioni

### Singolare
Sybille Bammer ha battuto in finale  Gisela Dulko con il punteggio di 7–5,3–6,7-5

### Doppio
Nicole Pratt /  Mara Santangelo hanno battuto in finale  Yung-Jan Chan /  Chia-Jung Chuang con il punteggio di 6–4, 7–6(4)